# Дафніс і Хлоя (балет)
«Дафніс і Хлоя» (фр. Daphnis et Chloé) — балет на одну дію французького композитора Моріса Равеля. Сценарій Михайла Фокіна за однойменним романом давньогрецького письменника Лонга про кохання пастуха і пастушки.
Равель почав писати музику балету в 1909 на замовлення Сергія Дягілєва. Прем'єра відбулася в паризькому театрі Шатле 8 червня  1912 року (трупа Дягілєва, декорації та костюми — Леон Бакст, хореографія — Михайло Фокін, диригент — П'єр Монте).
Дафніс і Хлоя — найдовший твір Равеля; цілісність у ньому зберігається завдяки постійному використанню невеликого числа лейтмотивів. Композитор називав «Дафніса і Хлою» «хореографічною симфонією» і характеризував таким чином:

| У цьому творі я задумав дати велику музичну фреску, в якій не стільки прагнув відтворити справжню античність, скільки закарбувати Елладу моєї мрії, близьку тим уявленням про стародавню Грецію, яке втілене у творах французьких художників і письменників кінця XVIII століття.[2] |

## Структура

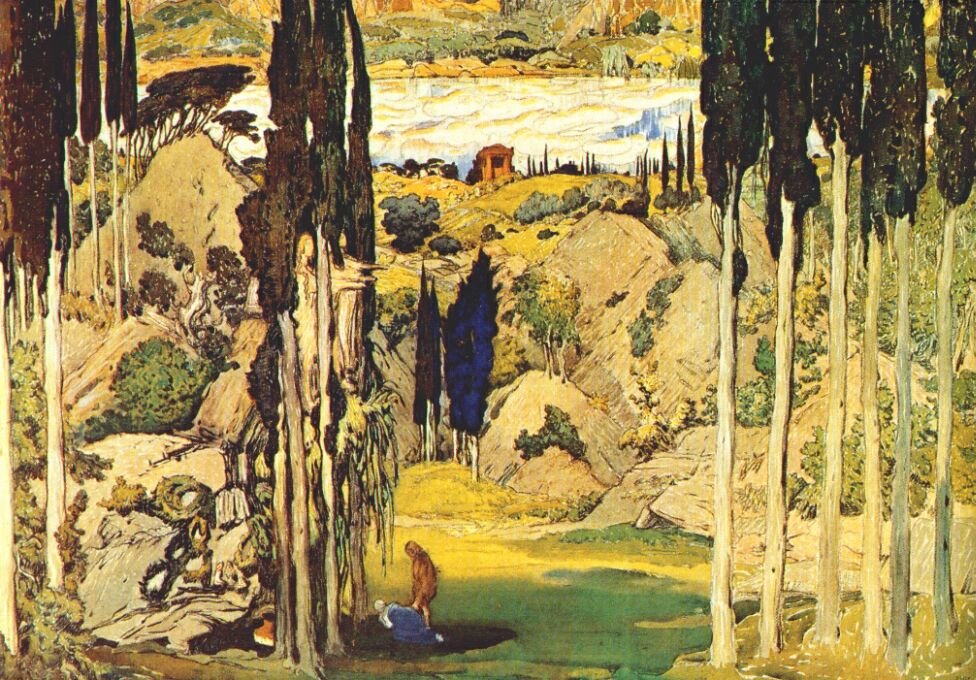
Леон Бакст. Ескіз декорації до першій постановці «Дафніса і Хлої» (картина 2).

Сюжет роману Лонга сильно скорочений і спрощений. Балет складається з трьох картин:
- Картина 1.Поляна на узліссі священного лісу
  - 1. Вступ і релігійний танець
  - 2. Загальний танець
  - 3. Гротескний танець Доркона
  - 4. Легкий і граціозний танець Дафніса
  - 5. Танець Лікеніон
  - 6. Ноктюрн. Повільний і таємничий танець німф
- Картина 2.Табір піратів
  - 7. Вступ
  - 8. Войовничий танець
  - 9. Танець Хлої
- Картина 3.Пейзаж першої картини
  - 10. Схід сонця
  - 11. Пантоміма
  - 12. Загальний танець

## Сюїти
Равель склав з музики балету дві оркестрових сюїти, які можуть виконуватись з хором чи без нього. Перша сюїта складена в  1911 році на основі номерів 6, 7, 8 оригінальному балету, друга сюїта складена в 1912 році на основі номерів 10, 11, 12. Друга сюїта більш популярна, її переклав для фортепіано в чотири руки Глазунов.
Крім того, Равель склав з музики балету сюїту для фортепіано (1913).